# دانشگاه ویلانوا
دانشگاه ویلانوا (به انگلیسی: Villanova University) یکی از دانشگاه‌های ایالات متحده آمریکا بوده و درحومه فیلادلفیا واقع است.
محبوب ترین رشته ها در دانشگاه ویلانوا عبارتند از: تجارت، مدیریت، بازاریابی و خدمات پشتیبانی مرتبط. علوم اجتماعی؛ مهندسی؛ حرفه های بهداشتی و برنامه های مرتبط؛ ارتباطات، روزنامه نگاری و برنامه های مرتبط؛ علوم زیستی و زیست پزشکی; روانشناسی؛ کامپیوتر و اطلاعات.
بر اساس مجله US News این دانشگاه رتبه ی ۵۱ را در بین تمام دانشگاه های ایالات متحده کسب میکند و بر اساس Qs ranking در رتبه ۱۵۰ دنیا قرار میگیرد.
این دانشگاه مانند دانشگاه دوک وابستگی مذهبی شدیدی دارد.